# Närpes Kraft
El Närpes Kraft es un equipo de fútbol de Finlandia que juega en la Kakkonen, la tercera división nacional.

## Historia
Fue fundado en el año 1930 en la ciudad de Närpes con el nombre IF Kraft como un equipo multideportivo con secciones en ciclismo, esquí, atletismo y hockey sobre hielo, aunque su sección de fútbol es la más conocida.
Han jugado en varias ocasiones en la Ykkonen, la segunda división nacional, la última de ellas hasta el momento ha sido la de 2004, así como más de 25 temporadas en la Kakkonen.
El club fue refundado en 1996 con su nombre actual luego de resolver sus problemas financieros, logrando el ascenso a la segunda división en ese año.